# Tylecodon ellaphieae
Tylecodon ellaphieae är en fetbladsväxtart som beskrevs av E.J. van Jaarsveld. Tylecodon ellaphieae ingår i släktet Tylecodon och familjen fetbladsväxter. Inga underarter finns listade i Catalogue of Life.